# Каратогай (Мартуцький район)
Каратога́й (каз. Қаратоғай) — село у складі Мартуцького району Актюбінської області Казахстану. Адміністративний центр та єдиний населений пункт Каратогайського сільського округу.
Населення — 1517 осіб (2021; 1659 у 2009, 1634 у 1999, 1499 у 1989).